# Giáo phận Daejeon
Giáo phận Daejeon (tiếng Hàn Quốc: 천주교 대전교구; tiếng Latinh: Dioecesis Taeieonensis) là một giáo phận của Giáo hội Latinh trực thuộc Giáo hội Công giáo Rôma ở Hàn Quốc. Giáo phận là một giáo phận trực thuộc Tổng giáo phận Seoul. Lãnh đạo đương nhiệm của giáo phận là Giám mục Augustinô Kim Jong-soo.

## Địa giới
Địa giới giáo phận bao gồm đô thị Daejeon và tỉnh Chungcheong Nam ở Hàn Quốc.
Nhà thờ chính tòa của giáo phận là Nhà thờ chính tòa Thánh Têrêsa Hài Đồng Giêsu ở thành phố Uijeongbu, cũng là nơi đặt tòa giám mục của giáo phận.
Giáo phận được chia thành 143 giáo xứ.

## Lịch sử
Hạt Đại diện Tông tòa Daejeon được thành lập vào ngày 23/6/1958 theo tông sắc Sacro suadente của Giáo hoàng Piô XII, trên phần lãnh thổ tách ra từ Hạt Đại diện Tông tòa Seoul (hiện là Tổng giáo phận Seoul).
Vào ngày 10/3/1962 Hạt Đại diện Tông tòa được nâng cấp thành một giáo phận theo tông sắc Fertile Evangelii semen của Giáo hoàng Gioan XXIII.
Nel 2014 Giáo hoàng Phanxicô đã đến thăm giáo phận khi tham dự Ngày hội Giới trẻ Á châu lần thứ VI.

## Giám mục quản nhiệm
Các giai đoạn trống tòa không quá 2 năm hay không rõ ràng bị loại bỏ.
- Andrien-Jean Larribeau, M.E.P. † (4/7/1958 - 6/11/1963 từ nhiệm[1])
- Phêrô Hoang Min Syeng † (22/3/1965 - 13/2/1984 qua đời)
- Giuse Kyeong Kap-ryong † (2/7/1984 - 1/4/2005 về hưu)
- Ladarô You Heung-sik (1/4/2005 thừa kế chức vụ - 11/6/2021 được bổ nhiệm làm Tổng trưởng Bộ Giáo sĩ)
- Augustinô Kim Jong-soo, từ 26/3/2022[2]

## Thống kê
Đến năm 2021, giáo phận có 335.972 giáo dân trên dân số tổng cộng 3.934.539, chiếm 8,5%.
| Năm  | Dân số   | Dân số    | Dân số | Linh mục      | Linh mục       | Linh mục      | Linh mục                | Phó tế | Tu sĩ     | Tu sĩ    | Giáo xứ |
| Năm  | giáo dân | tổng cộng | %      | linh mục đoàn | linh mục triều | linh mục dòng | tỉ lệ giáo dân/linh mục | Phó tế | nam tu sĩ | nữ tu sĩ | Giáo xứ |
| ---- | -------- | --------- | ------ | ------------- | -------------- | ------------- | ----------------------- | ------ | --------- | -------- | ------- |
| 1970 | 60.558   | 2.782.359 | 2,2    | 102           | 48             | 54            | 593                     |        | 57        | 115      | 32      |
| 1980 | 71.176   | 2.892.762 | 2,5    | 65            | 62             | 3             | 1.095                   |        | 18        | 180      | 47      |
| 1990 | 115.866  | 3.054.479 | 3,8    | 92            | 89             | 3             | 1.259                   |        | 13        | 298      | 70      |
| 1999 | 184.212  | 3.264.992 | 5,6    | 157           | 149            | 8             | 1.173                   |        | 18        | 420      | 84      |
| 2000 | 183.919  | 3.294.530 | 5,6    | 167           | 156            | 11            | 1.101                   |        | 23        | 436      | 89      |
| 2001 | 187.588  | 3.320.744 | 5,6    | 169           | 155            | 14            | 1.109                   |        | 29        | 461      | 90      |
| 2002 | 212.445  | 3.326.946 | 6,4    | 185           | 171            | 14            | 1.148                   |        | 30        | 416      | 93      |
| 2003 | 215.895  | 3.327.370 | 6,5    | 201           | 187            | 14            | 1.074                   |        | 22        | 443      | 96      |
| 2004 | 214.788  | 3.357.778 | 6,4    | 207           | 194            | 13            | 1.037                   |        | 20        | 519      | 102     |
| 2006 | 221.711  | 3.435.088 | 6,5    | 216           | 202            | 14            | 1.026                   |        | 31        | 526      | 107     |
| 2013 | 286.929  | 3.729.460 | 7,7    | 290           | 272            | 18            | 989                     |        | 45        | 635      | 127     |
| 2016 | 311.762  | 3.818.000 | 8,2    | 325           | 295            | 30            | 959                     |        | 45        | 571      | 137     |
| 2019 | 330.324  | 3.928.627 | 8,4    | 354           | 319            | 35            | 933                     |        | 45        | 601      | 142     |
| 2021 | 335.972  | 3.934.539 | 8,5    | 373           | 332            | 41            | 900                     |        | 85        | 629      | 143     |